# Hooggebergtereservaat Kabardië-Balkarië
Hooggebergtereservaat Kabardië-Balkarië (Russisch: Кабардино-Балкарский государственный высокогорный заповедник) is een strikt natuurreservaat gelegen in de Russische autonome republiek Kabardië-Balkarië. De oprichting tot zapovednik vond plaats op 8 januari 1976 per decreet (№ 11/1976) van de Raad van Ministers van de Russische SFSR. Het gebied maakt deel uit van de Grote Kaukasus en heeft een totale oppervlakte van 826,42 km².

## Biotoop
Het grootste deel van het grondgebied bestaat uit hooggebergte en het is het enige natuurreservaat in Rusland waar het woord "hooggebergte" (Russisch: высокогорный, vysokogorny) in de naam is verwerkt. Met inbegrip van de berg Elbroes (5642 m), omvat het reservaat de meeste bergen hoger dan vijfduizend meter van de Grote Kaukasus. Dit zijn de Dychtaoe (5203 m), Sjchara (5193 m), Poesjkinpiek (5100 m), Kosjtan-Taoe (5152 m) en Dzjanga (5085 m). De centrale bergkam van de Grote Kaukasus in dit gebied, dat de grens vormt van het natuurreservaat met Georgië, wordt ook wel de Bezengimuur genoemd. Dit is over een lengte van ongeveer twaalf kilometer de Lalveri en Sjchara letterlijke "muur" tussen Rusland en Georgië. 
Ook telt het Hooggebergtereservaat Kabardië-Balkarië 256 gletsjers. Deze beslaan 60,7% van het grondgebied en zijn bovendien de grootste gletsjers die men in de Kaukasus kan aantreffen. De meest indrukwekkende zijn de Bezengi-, Dychtaoe- en Sjaoertoegletsjers). Met een lengte van 17,6 km en een oppervlakte van 36,2 km² is de Bezengi de grootste gletsjer. Deze wordt door de lokale bevolking ook wel de "IJskoning van de Kaukasus" genoemd.
Het gebied omvat ook vele rivieren die ontspringen vanuit de gletsjers. Het laagste punt binnen het natuurreservaat bevindt zich op circa 1.800 meter. Van de 133,33 km² waar vegetatie groeit bestaat 6% uit bergbossen, 7% uit hellingen die begroeid zijn met rododendrons, 9,7% uit subalpiene weiden, 60,9% uit alpenweiden en de overige delen uit ruige, subalpiene landschappen, waar alleen korstmossen groeien.

## Flora en fauna
In het natuurreservaat zijn diersoorten te vinden die endemisch zijn voor de Kaukasus. Dit zijn bijvoorbeeld de Oost-Kaukasische toer (Capra cylindricornis), Kaukasisch korhoen (Lyrurus mlokosiewiczi) en Kaukasisch berghoen (Tetraogallus caucasicus). Daarnaast leven er ook zoogdieren als bruine beer (Ursus arctos), wolf (Canis lupus), goudjakhals (Canis aureus), Euraziatische lynx (Lynx lynx), boommarter (Martes martes), steenmarter (Martes foina), Europese wilde kat (Felis silvestris) en hermelijn (Mustela erminea) leven permanent in het gebied. Het luipaard (Panthera pardus) leefde voorheen ook in Hooggebergtereservaat Kabardië-Balkarië, maar is sinds 1982 niet meer waargenomen. In het hooggebergte leven naast de hiervoor genoemde soorten ook andere interessante vogels, zoals de Aziatische steenpatrijs (Alectoris chukar), steenarend (Aquila chrysaetos), keizerarend (Aquila heliaca), monniksgier (Aegypius monachus), vale gier (Gyps fulvus), alpenkraai (Pyrrhocorax pyrrhocorax), alpenheggenmus (Prunella collaris) en grote roodmus (Carpodacus rubicilla). In de bossen leven bijvoorbeeld ook vogels als kruisbekken (Loxia curvirostra) en ruigpootuilen (Aegolius funereus).

## Afbeeldingen

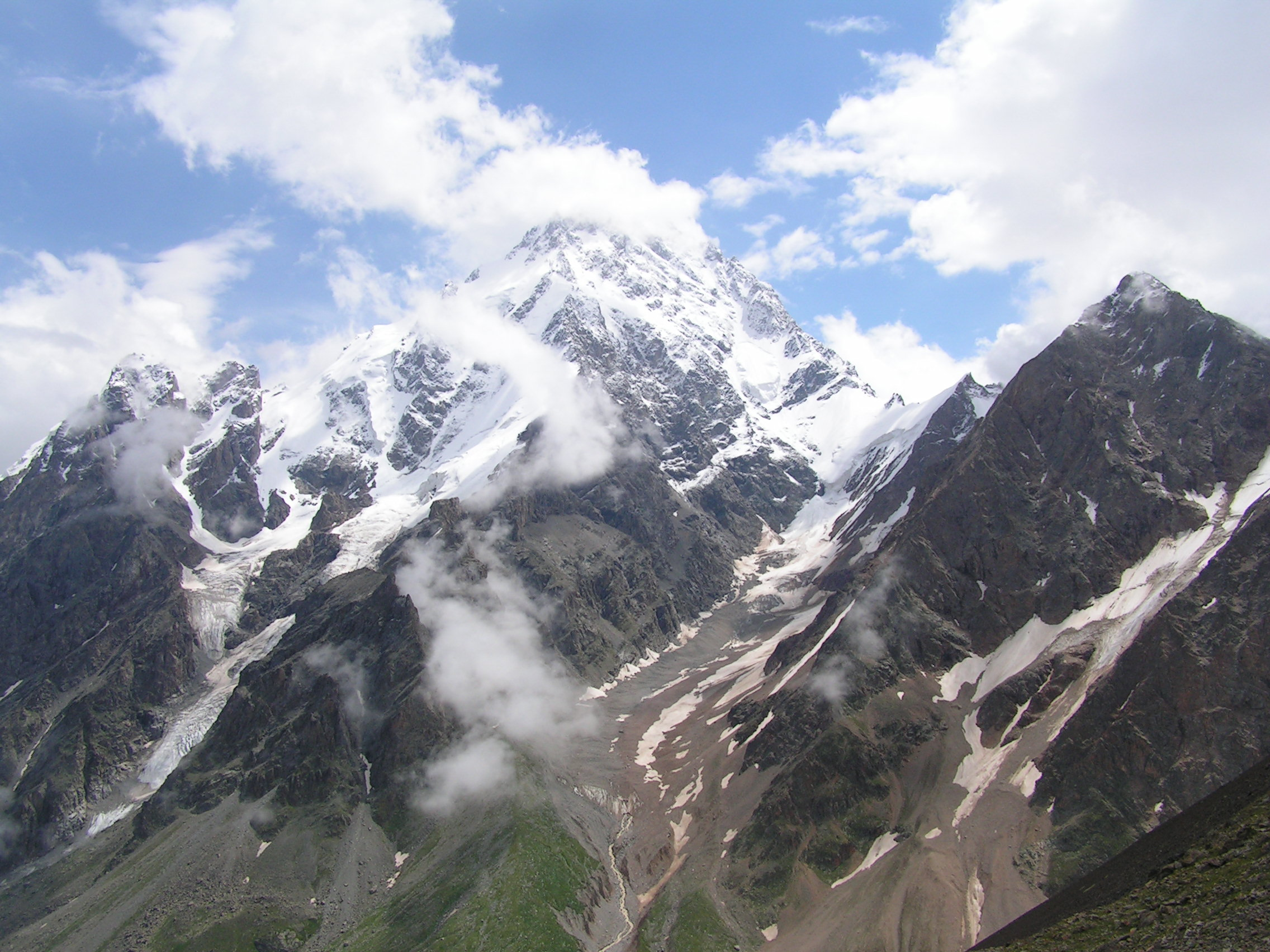
De berg Dychtaoe (5.203 m).
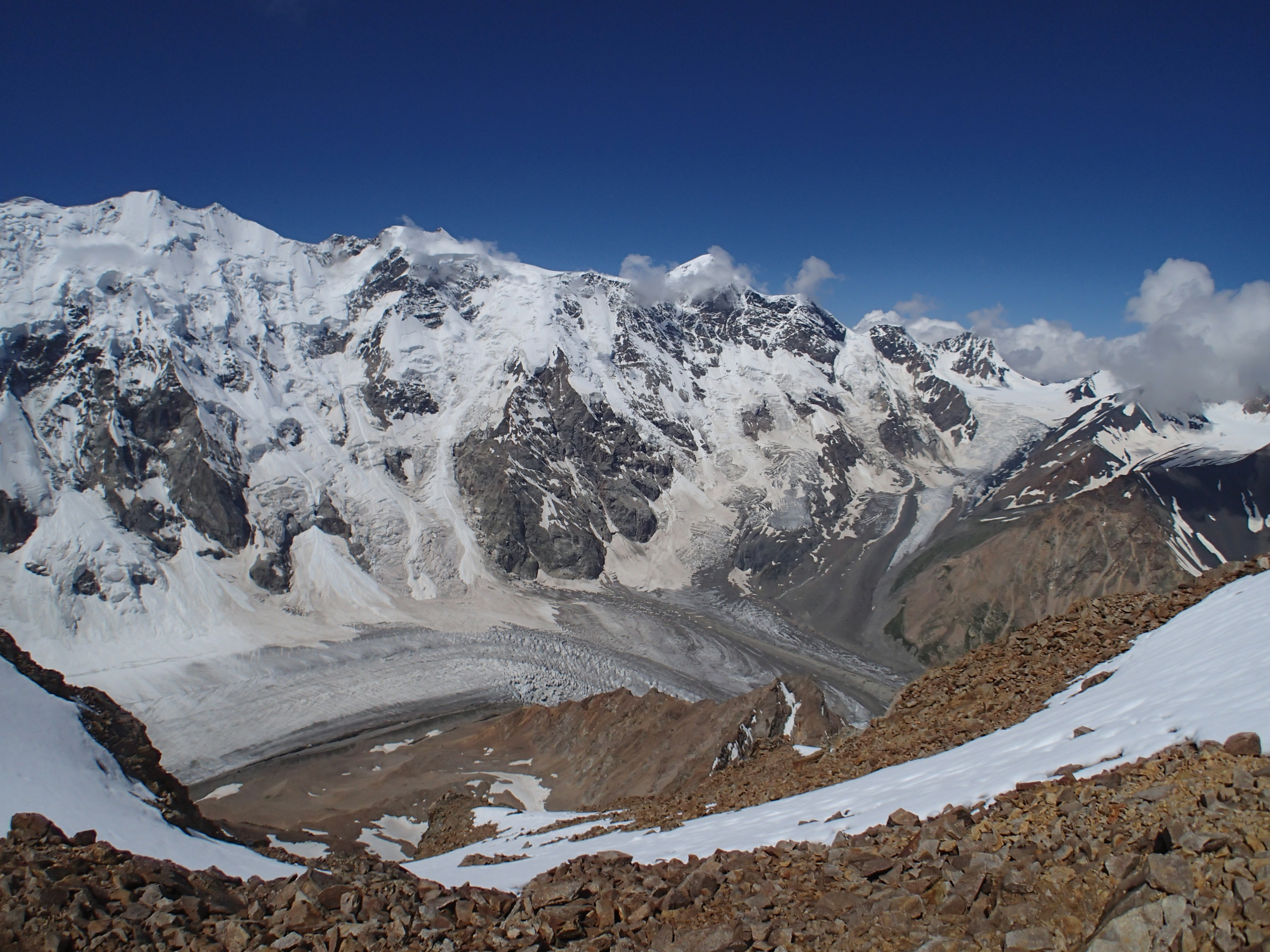
De gletsjer Bezengi, de "IJskoning van de Kaukasus".
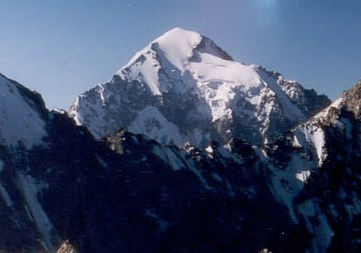
De berg Kosjtan-Taoe (5.152 m).